# Teatr Nowy w Warszawie (1921–1926)
Teatr Nowy – teatr operetki i farsy w Warszawie działający w latach 1921–1926.
Teatr uruchomiono 21 października 1921 w przebudowanej sali teatru Czarny Kot przy ul. Marszałkowskiej 125.

## Dyrektorzy i kierownicy artystyczni
- M.Kochanowski
- Władysław Szczawiński

## Kierownicy literaccy
- W. Julicz
- Wincenty Rapacki (syn)

## Aktorzy
- Mieczysława Ćwiklińska
- Wiktoria Kawecka
- Kazimiera Niewiarowska
- Władysław Walter